# カルボキシメチルヒダントイナーゼ
カルボキシメチルヒダントイナーゼ(Carboxymethylhydantoinase、EC 3.5.2.4)は、以下の化学反応を触媒する酵素である。
L-5-カルボキシメチルヒダントイン + 水{\displaystyle \rightleftharpoons }N-カルバモイル-L-アスパラギン酸
従って、この酵素の2つの基質はL-5-カルボキシメチルヒダントインと水、1つの生成物はN-カルバモイル-L-アスパラギン酸である。
この酵素は加水分解酵素、特にペプチド結合以外のC-O結合、中でも環状アミドに作用するものに分類される。系統名は、L-5-カルボキシメチルヒダントイン アミドヒドロラーゼである。hydantoin hydrolaseとも呼ばれる。